# Pswanwapam
Pswanwapam (Pshwanwapam, Psch-wan-wap-pams).- /"Pshwanwapam=the stony ground"/ Prema Swantonu isto i Upper Yakima. Shahaptian pleme s gornjih tokova rijeke Yakima u Washingtonu. Prema nekim autorima Pshwanwapam su jedna od bandi Kittitas Indijanaca čiji je kolektivni naziv i Upper Yakima, i srodni su s Lower Yakimama (Waptailmin). Kulturno pripadaju području Platoa. Prema Hodgeu isto što i Shanwappom.

## Vanjske poveznice
- Kittitas County -About the County  Arhivirana inačica izvorne stranice od 13. listopada 2010. (Wayback Machine)